# Покров (Обросовское сельское поселение)
Покров — деревня в Молоковском районе Тверской области, входит в состав Обросовского сельского поселения.

## География
Деревня расположена в 30 км на запад от районного центра посёлка Молоково.

## История
В 1736 году в селе Покров-Коноплино была построена деревянная Покровская церковь с 2 престолами, в 1893 году в селе построена каменная церковь Покрова Пресвятой Богородицы с 2 престолами. 
В конце XIX — начале XX века село входило в состав Чистинской волости Весьегонского уезда Тверской губернии. 
С 1929 года деревня являлась центром Покровского сельсовета Молоковского района Бежецкого округа Московской области, с 1935 года — в составе Калининской области, с 2005 года — в составе Ахматовского сельского поселения, с 2015 года — в составе Обросовского сельского поселения.

## Население
| 1859 | 1889 | 2008 | 2010 |
| ---- | ---- | ---- | ---- |
| 191  | ↗201 | ↘39  | ↘31  |

## Достопримечательности
В деревне расположена недействующая Церковь Покрова Пресвятой Богородицы (1893).